# Herrenhaus Zülow

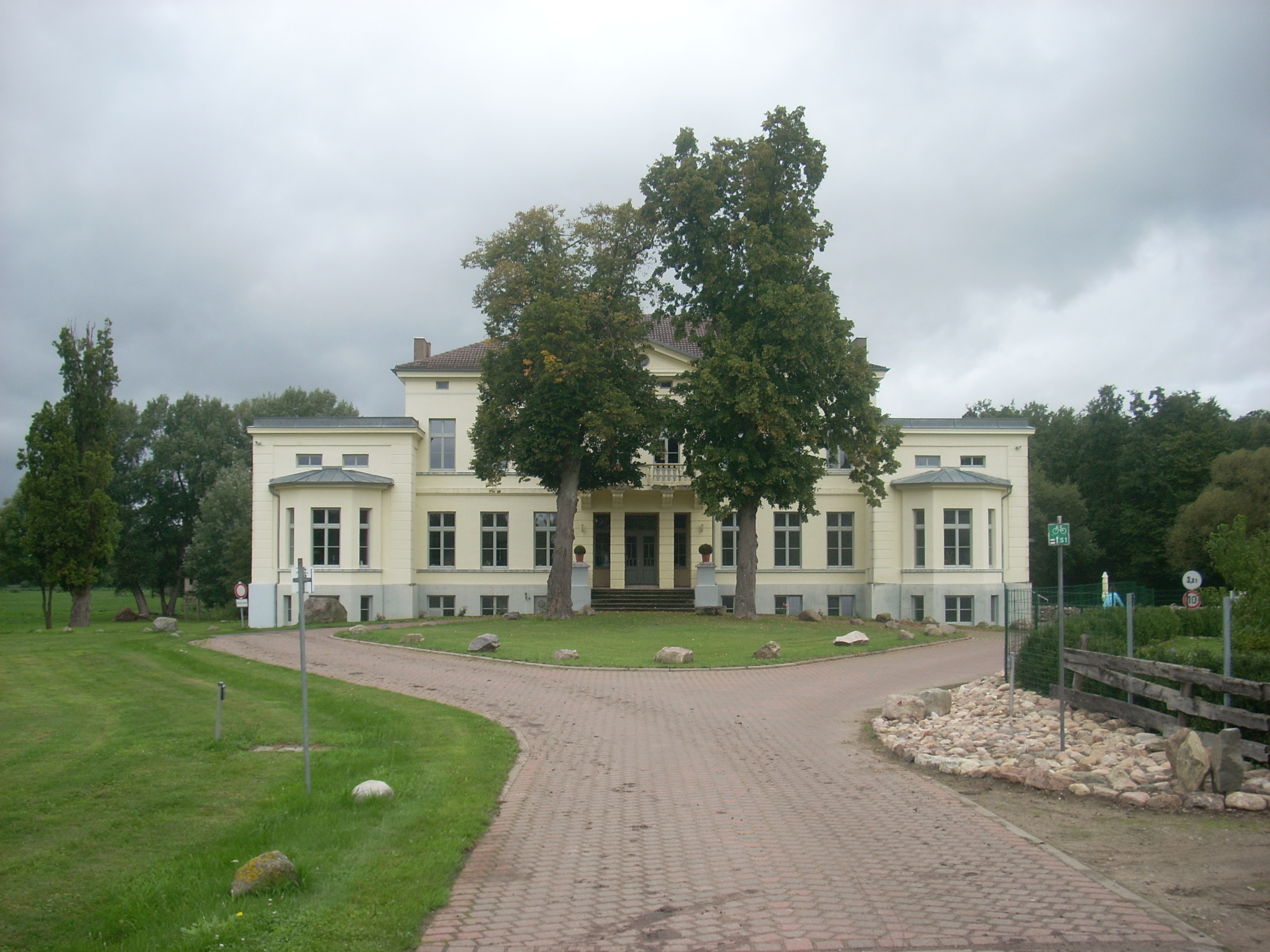
Herrenhaus Zülow (2008)

Das Herrenhaus Zülow befindet sich im Ortsteil Zülow der Stadt Sternberg im Landkreis Ludwigslust-Parchim in Mecklenburg-Vorpommern.

## Geschichte
Zülow wurde 1314 erstmals als de Sulowe erwähnt. Fürst Heinrich II. (der Löwe) von Mecklenburg, verlieh 1320 dem Ritter Conrad von Cramon synes truwen vordenstes willen das Eigentum über seine Dörfer Gägelow und Klein Rosenow bei Sternberg und seine Hufen nebst zwei Katen zu Zülow.
Die Cramon schienen aber schon früher in Gägelow und Umgebung Fuß gefasst zu haben, denn bereits 1319 ist Helmold Cramon Pfarrer an der dortigen Kirche, welche dem Archidiakonat des Kollegiatstiftes zu Bützow unterstellt war. Die nächsten Nachrichten über Zülow, auch über die Besitzverhältnisse, sind unklar. Im Zusammenhang mit der Rothener Mühle wurde 1369 Zülow erwähnt. Die Feldmark Rothen liegt wüst und gehört teils nach Borkow, teils nach Zülow, von wo aus später eine Schäferei auf ihr errichtet wird. Über Zülow haben die Fürsten von Mecklenburg ihre Hand, soweit sie es nicht den Cramon verliehen haben. Ursprünglich war die Feldmark Rothen eine sogenannte Pertinenz von Zülow und gehörte zur Gutsherrschaft.
Das Gut liegt im Tal der Mildenitz und südlich dieses Flusses. Die Mildenitz grenzte die Flur nach Mustin ab. Straßen und Wege waren noch nicht gebaut.
Nach einer ungedruckten Urkunde von 1440 war Otto von Cramon Kirchherr von Gägelow, aus dessen Erbschaft Herzog Heinrich 1450 anderthalb ihm angestorbene Hufen der Kirche zu Sternberg überweist. Nach 1460 saßen die von Restorff in Mustin und Bolz und ab 1605 die von Parkentin. Im jahrelangen Streit zwischen Curd Restorff auf Mustin und Claus Kramon auf Borkow und Woserin um die Rothener Mühle und Fischereirechte und Rohrwerbung auf dem Mustiner See kam es 1567 zum Vergleich im Beisein der Herzoglichen Kommission. An den viertägigen Verhandlungen in Mustin nahm auch Dietrich von Plessen auf Zülow teil. 1478 wurden die Brüder Hinrik und Helmich von Plessen erwähnt, die dem Kloster Dobbertin sechs Hufen auf dem Felde zu Kadow verkauften.
Die von Plessen sitzen als Nachfolger derer von Cramon auf Zülow und sind hier ein gewalttätiges Geschlecht. 1568 wurde Baltzer von Preen während einer Hasenjagd nach einem wutentbrannten Wortwechsel durch von Diedrich von Plessen erschossen. Derselbe Plessen, auch Provisor im Kloster Dobbertin, entgeht 1572 auf dem Landtag in Güstrow einer Hochverratsanklage wegen feindlicher Stellung gegen den Landesherrn Herzog Johann Albrecht nur durch den Widerspruch des besonnenen Herzogs Ulrich. Plessens Sohn ersticht 1596 seinen Vogt Johann Schmidt in Zülow mit dem Speer, als beide auf dem Felde in Streit geraten. Er kommt mit einer Buße von dreihundert Thalern davon. Mit solchen Nachbarn war schwer in Frieden zu leben.

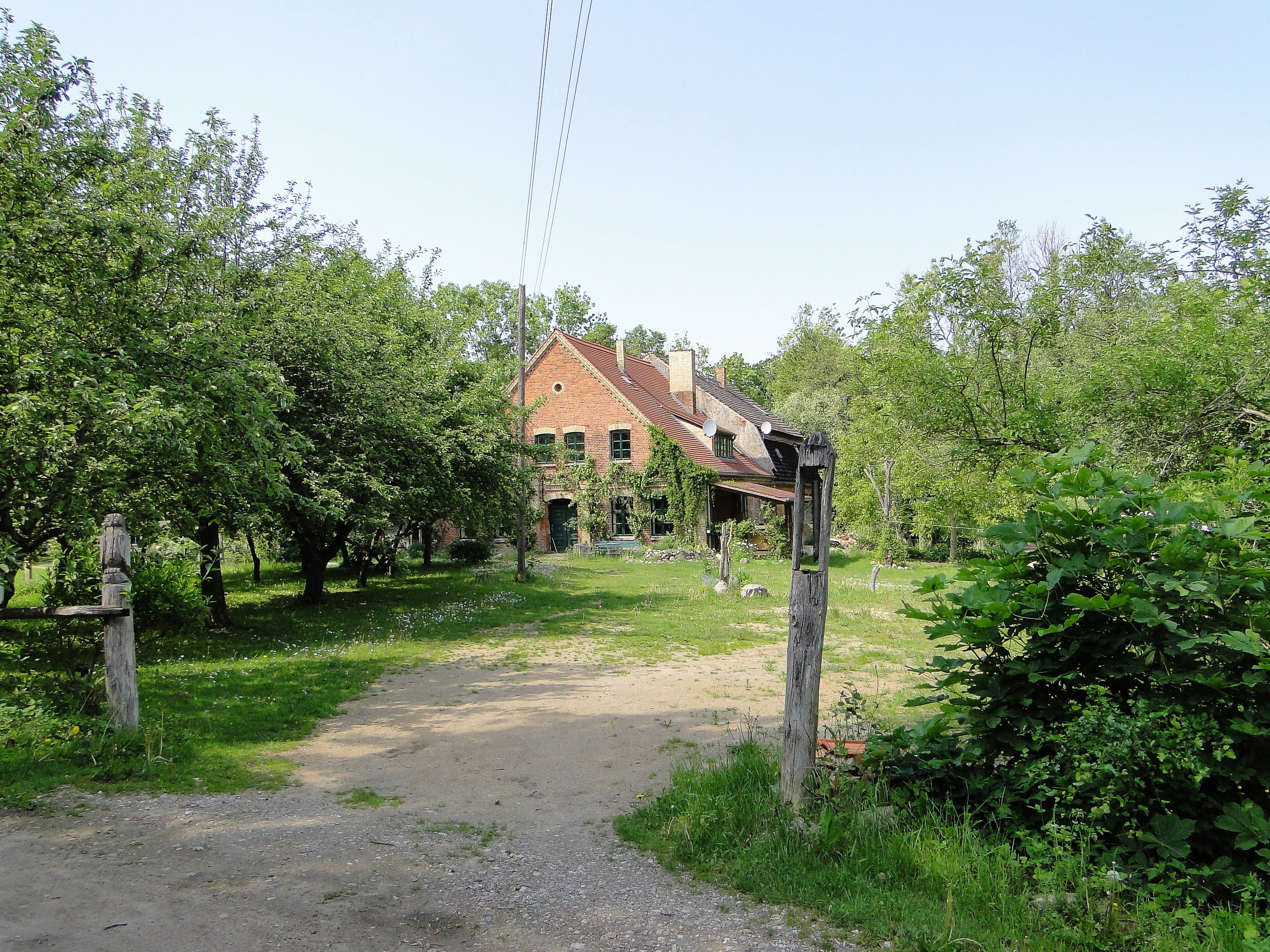
Rothener Mühle (2011)

Dietrich von Plessen hatte in Zülow auch zwei Mühlen. Doch diese lagen unterhalb der Rothener Mühle im Strom der Mildenitz und waren durch die dortigen Stauschleusen von deren Wassermenge abhängig. Durch dieses Abhängigkeitsverhältnis kam es ständig zu Zwistigkeiten und Gewalttätigkeiten mit den Besitzern der Rothener Mühle. Die folgenden Prozesse und Vergleiche waren nur von kurzer Dauer, so auch der 1615 geschlossene Vergleich zur Regelung der Stauangelegenheit. In der Nacht des 30. August 1621 schreitet Dietrich von Plessen zu eigentümlichen Gewaltmaßregeln. Er schickte sechs seiner Leute, einen jungen Knecht, den Vogt, den Schäfer und drei Drescher zur Mühle, welche dort die Freischützen (Schotten) herausrissen und mitnahmen. Als der Müller morgens erwachte, fand er das Wasser abgelaufen. Auch die Nachbarn, Barthold Parkentin auf Bolz und Johann Restorff auf Mustin klagten über diese Freveltat beim Landesherren. Doch der Prozess vor dem Reichskammergericht sollte über fünf Jahre dauern. Am 23. April 1623 kamen die ernannten Kommissare mit den Parteien auf der Rothener Mühle zusammen, um sich die Sache an Ort und Stelle anzusehen. Doch es gab gerade ein schweres Unwetter und von Plessen hatte seine Akten seinem Sohn Dietrich Barthold gegeben, der in Straßburg studierte. Schon am 9. Mai 1623 ließ von Plessen seine Diener, nun bewaffnet, wieder zur Rothener Mühle ziehen, um sich das Recht des Aalfangs zu sichern. Das Gericht sprach am 6. Oktober 1628 sein Urteil gegen die Zülower von Plessen. Doch der Streit endete erst nach Aufhebung der beiden noch 1792 existierenden Zülower Mühlen. Neben der Papiermühle lag die Kornmühle, die sogenannte Plessenmühle. In ihrer unmittelbaren Nähe bestand ein Mildenitzübergang mittels Kahn, der Flotäuwer. Von 1752 bis 1762 war Johann Wilhelm Christopher Cowalsky Inspektor auf der Papiermühle, der von 1764 bis 1773 Pächter des Mühlenhofes in Mestlin war.
1694 wurde unter Gabriel von Scheel bei Zülow eine Glashütte angelegt, die bis 1704 arbeitete. 1719 begann die Glasmacherfamilie Seitz bei Woserin und Borkow und 1720 bei Mustin weitere Glashütten anzulegen. Auch die von Scheel hatten 1739 mit ihren Nachbarn Zank wegen des Fischens in der Mildenitz, deren Grenze in der Mitte verlief.
Im Dobbertiner Einschreibebuch des Klosters Dobbertin von 1696–1918 befinden sich vier Eintragungen von Töchtern der Familie von Scheel aus den Jahren 1727–1746 zur Aufnahme in das dortige adlige Damenstift. Unter der Nr. 153 war die Jungfer Dorothea Elisabeth von Scheelen vom Hause Zülow am 14. Januar 1727 eingeschrieben worden und lebte von 1783 bis 1790 als Konventualin im Kloster Dobbertin.
Etwa 1750 wurde von Zülow aus in Rothen eine Schäferei eingerichtet. Es gab in Rothen zwei Bauernstellen, die durch den Zülower Gutsherren Bernhard Christoph von Scheel um 1790 gelegt wurden. Die Bauern mussten nach Gägelow umsiedeln.
Ab 1793 war Hauptmann Jaspar Friedrich von Bülow auf Zülow. Dem alten Zülower Gutsbesitzer wurde nachgesagt, dass er sehr geizig war. Ihn wurmte besonders, wenn alljährlich beim Schlachten die für den Gägelower Pastor Ernst Breem bestimmten Würste gestopft wurden. Die wurden nach Ellen abgemessen. Von Bülow ließ außer den Schweinen ein Schaf schlachten, das hatte dünnere Därme für die Wurstherstellung. Die richtig abgemessenen, aber dünneren Würste ließ er zum Pastor nach Gägelow schicken. Als der Pastor die dünnen Würste sah, geriet er in Wut. Doch beim nächsten Gottesdienst hielt er dem Gutsherren eine gewaltige Standpauke. Geiz ist die Wurzel allen Übels. Danach warf er dem erschrockenen von Bülow die dünnen Würste zurück. Sie gingen im Unguten auseinander und der Gutsherr wollte bei der ersten besten Gelegenheit den Pastor verprügeln. Als der Pastor Breem eines Tages zum Gutsherren geladen wurde, steckte er vorsichtshalber eine Pistole ein. Freundlich hieß ihn von Bülow willkommen, doch als er im Zimmer stand, verschloss er rasch die Tür und hielt dem überraschten Pastor eine Reitpeitsche vors Gesicht. Weest du, wat dat is? Dat is de Zuchtrute Gottes, mit dei Moses sein Volk in Schach hol'n hett! (Weißt du, was das ist? Das ist die Zuchtrute Gottes, mit der Moses sein Volk in Schach gehalten hat!) Der Pastor aber nicht faul, zog seine Pistole und erwiderte: Weest du, wat dat is? Dat is'n Rückelbusch! Dor rüük mal an! (Weißt du, was das ist? Das ist ein Blumenstrauß! Da riech mal dran!) Der Gutsherr vergaß das Prügeln. Nach einigem Hin und Her beschlossen sie, sich zu vertragen. Jaspar Friedrich von Bülow ließ Wein kommen und sie feierten, bis der Pastor nicht mehr auf den Beinen stehen konnte. Da er dem Pastor noch längst nicht alles verziehen hatte, rief er seinen Hofmeister. Kiek, dor liggt hei! Nu schaff em man na Hus, aewer nich mit min Kutsch! (Sieh, da lieft er! Nun bring ihn mal nach Haus, aber nicht mit meiner Kutsche!) Mit dem Knecht brachten sie den Pastor auf einer Schubkarre nach Gägelow zurück und kippten ihn vorm Pfarrhaus ab. Seitdem sprachen sie kein Wort mehr miteinander und von Bülow ließ sich in der Kirche zu Witzin einpfarren.
Noch 1840 ließ von Bülow auf seinen Besitzungen in Zülow und Gägelow Veränderungen vornehmen, doch 1841 saßen schon die von Storch auf Zülow, die es 1845 an den Kammerjunker August von Zülow abtraten. Am 18. Februar 1862 verkaufte August von Zülow sein Lehngut Zülow an Johannes Hillmann zu Diederichshoff. Zu seinem fünfjährigen Besitzstand schenkte Johannes Hillmann der Kirche zu Gägelow ein mit Glasmalereien versehenes Fenster. Doch über Hillmann wurde auch berichtet, dass er oft seine Leute schlug, wenn er mit ihnen unzufrieden war. Und wenn er mit seinem Schimmel über die Felder ritt, hatte er deshalb immer seine Peitsche mit. Als er vor einem Knecht mit seiner Peitsche fuchtelte, rief dieser Wenn Si mi wat wullt, Herr Hillmann, denn smiet ik Sei mit Stehen! (Wenn Sie mir was wollen, Herr Hillmann, dann bewerfe ich Sie mit Steinen!) Der Herr drehte sich um und ritt davon.
1904 erfolgte die Umwandlung in ein Allodium und 1918 übernahm Hillmanns Tochter Frau Majorin Julie von Dallwitz das Gut durch Erbteilung. 1929 übernahm Otto von Dallwitz das ritterschaftliche Landgut Zülow mit dem Elektrizitätswerk und Anteilen in Gägelow. Die Familie von Dallwitz wohnte bis 1945 in Zülow.

## Herrenhaus
Das ehemalige Herrenhaus war ein eingeschossiger Putzbau mit hohem Krüppelwalmdach und beidseitigen Zwerchhäusern. Um 1804 erfolgte an der Giebelseite der Anbau eines Wirtschaftsgebäudes, der 1848 als Küchenflügel bezeichnet wurde.
Bei dem 1871 verputzten Neubau an Stelle des alten Wohnhauses wurde der Mitteltrakt aufgestockt und jeweils zweiachsige und flachere Querbauten angefügt. Der dreiachsige Mittelrisalit auf der Hofseite ist flach übergiebelt. An den Seiten des eingestellte Portal im Erdgeschoss befinden sich Medaillons. Der schlichte Eingang wird durch die Freitreppe aus Sandstein mit den zwei Rechtecksäulen und dem darüberliegenden Balkon hervorgehoben.
Das Herrenhaus wurde vom Architekten Martin Haller, dem Erbauer des Hamburger Rathauses, für Johannes Hillmann im klassizistischen Stil umgebaut. Ein erhaltenes Stallgebäude ist auf 1879 datiert. Im Eingangsbereich hängen Reliefs des dänischen Bildhauers Bertel Thorvaldsen. Das zum Wohnhaus umgebaute Herrenhaus bestimmte einst die Geschichte des Ortes Zülow. Zu der ehemaligen Gutsanlage gehörten zwölf Gebäude, die links und rechts bis zur Auffahrt zum Herrenhaus standen. Erhalten geblieben ist nur noch das östliche zu Wohnzwecken umgebaute Wirtschaftsgebäude.

### Weitere Nutzung
Nach Ende des Zweiten Weltkrieges wurde das Herrenhaus bis Frühjanr 1947 als Massenunterkunft von Flüchtlingen und Aussiedlern bewohnt. Ende 1947 gab es Überlegungen, auch das Herrenhaus in Zülow abzureißen. Doch wohin mit den Umsiedlern, das Herrenhaus war 1950 noch mit 60 Personen belegt. Nach mündlichen Überlieferungen sollen nach 1952 im ehemaligen Herrenhaus eine Verkaufsstelle (Konsum) mit Lager und Büro, eine Eiersammelstelle, eine Gaststätte, Schulräume und ein Kulturraum eingerichtet worden sein. Nach der gesellschaftlichen Wende nutzte man das Gebäude noch bis 1994 als Schule. Während des jahrelangen Leerstandes hatte man bewegliche Teile ausgebaut oder zerstört. Durch das undichte Dach war die Dachkonstruktion geschädigt und die Holzfußböden von Hausschwamm befallen. Die Dachkonstruktion der Seitenflügel und der Wintergarten waren abrissreif, die Kellerwände durch die fehlende Dachentwässerung stark durchfeuchtet.
Von 1998 bis 1999 wurde das unter Denkmalschutz stehende Gebäude durch einen Investor aus Essen saniert und zu Ferienwohnungen ausgebaut. Nach einem Eigentumswechsel und den folgenden Bauzustandsuntersuchungen wurde im Herbst 2016 die Entscheidung für die Komplettsanierung des Herrenhauses Zülow getroffen.
Dabei konnte die ursprüngliche Raumstruktur weitgehend wieder hergestellt werden. Im Rahmen der denkmalgerechten Sanierung wurden freigelegte Stuckdecken und Holzfußböden restauriert, ergänzt und neu eingebaut sowie historische Befunde vervollständigt. Eine neue nordwestlich vorgelagerte Terrasse mit Sitztreppe ermöglicht den erdgeschossigen Zugang aus dem Gebäude in die Parkanlage. Mit der Wiederherstellung und Neugestaltung von Parkanlage und Außenbereich fand die Sanierung des Gutshauses Zülow 2019 ihren Abschluss.

### Besitzfolge des Gutes
- erwähnt 1320 Conrad Cramon
- 1566–1622 Dietrich von Plessen.[18]
- 1659–1694 Gabriel von Scheel.
- 1739–1793 Leutnant Bernhard Christoph Scheel.[19]
- 1793–1841 Hauptmann Jaspar Friedrich von Bülow.[20]
- 1841–1842 Kammerjunker August Dethloff von Storch (m. Ant. Gägelow)[21]
- 1842–1844 Gustav von Storch
- 1845–1862 Kammerjunker August von Zülow
- 1862–1890 Johann Ludwig Carl Christian Hillmann auf Diederichshoff.
- 1890–1918 Johannes Christian Ludwig Karl Hillmann
- 1918–1929 Frau Majorin Julie von Dallwitz, geb. Hillmann auf Subzin.
- 1929–1938 Otto von Dallwitz
- 1939–1945 Familie Ilse von Dallwitz, am 2. Mai 1945 Flucht in Richtung Lübeck.[22]
- 1945–1947 Flüchtlinge und Aussiedler
- 1948–1989 Nutzung durch die Gemeinde als Konsum, Büro, Gaststätte, Schule und Kulturraum.
- 1990–1998 Leerstand
- 1998–2010 Bauunternehmer Volker Posczich aus Essen.[23]
- 2016 aktueller Eigentümer.

### Gutspark

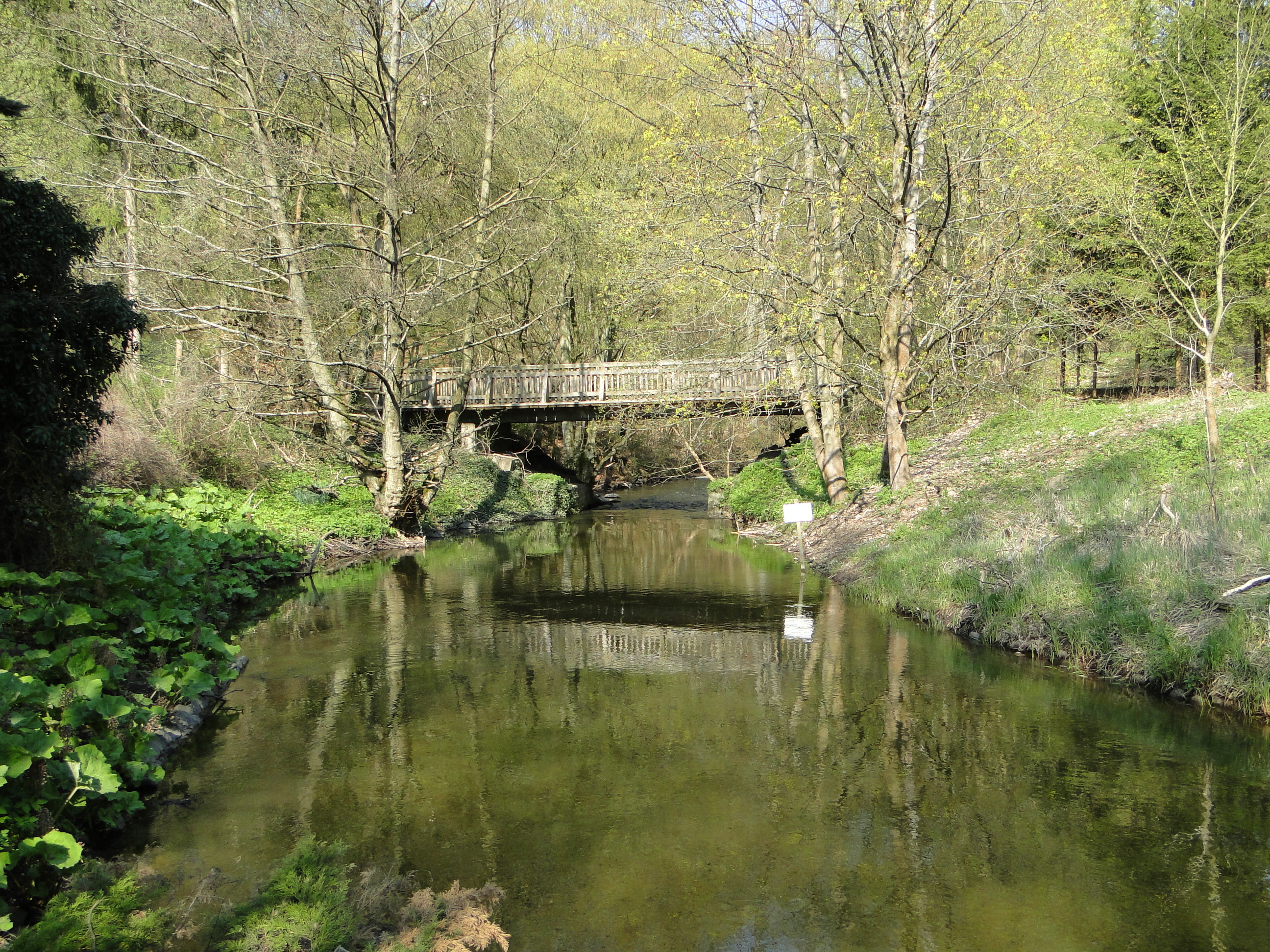
Mildenitz mit Brücke (2011)

Zum Herrenhaus gehören ein 11.000 Quadratmeter großer ehemaliger Gutspark und mehrere Wirtschaftsgebäude. Am östlichen Parkende verläuft der schon 1794 als Gemeiner Weg benannte, etwa 1,5 Kilometer lange Feld- und Waldweg über die Holzbrücke der Mildenitz in Richtung Witzin. Dieser Weg soll nach einem heftigen Streit des Gutsherren von Bülow mit dem Pastor in Gägelow angelegt worden sein. Nach dem Streit ließ sich von Bülow in Witzin einpfarren und schenkte der Witziner Kirche ein Stück Land. Außerdem wurde die Brücke über die Mildenitz gebaut und durch das Moor ein Fahrweg angelegt, alles, damit man besser nach Witzin kommen konnte.
Nach der Waldquerung und dem Verlauf durch das strukturreiche Offenland stehen beidseitig des Weges Erlen, Kopfweiden, Obstgehölze und Stieleichen. Auch ein kleines Niedermoor ist vorhanden und im Sommer sind in den Wiesen Wacholderdrossel (Turdus pilaris) zu beobachten.
Bei dem Torfbruch handelt es sich um den ehemaligen und schon seit langem abgelassenen Zülower See nordwestlich des Ortes. Am Rande des Sees stand die Burg eines Ritters Jasper von Bülow. Die Höhe trägt heute noch den Flurnamen Hohe Horst.
Zur Mildenitzbrücke in Zülow gibt es auch eine Sage. Wenn der Gutsherr nach Mitternacht mit der Kutsche von Witzin anrollte, blieben die Pferde mit einem Ruck vor der Brücke stehen. Keiner konnte sie bewegen, nur einen Schritt zu tun. Sie standen still, bis eine Stunde um war. Denn eine andere Kutsche nahm auch diesen Weg und verschwand dann in der Mildenitz. Bevor die Brücke gebaut wurde, war hier eine Furt.
Der Park war zu Beginn der Sanierung 2016 ein vernachlässigtes und teilweise überformtes Gelände. Durch vorsichtige Korrekturen der Gehölzgruppen, mit der Teilsanierung und Wiederherstellung eines Rundweges, einschließlich einer kleinen Brücke, konnten landschaftliche und bauliche Elemente der ursprünglichen Parkgestaltung wieder gewonnen werden. Der Rundweg führt jetzt zu besonderen Orten, dem Teich mit der Brücke, einem Steg mit Ruheplatz an der Mildenitz, einem Sitzplatz am Gewässer mit Hain und Festwiese.

### Ungedruckte Quellen
Landeshauptarchiv Schwerin (LHAS)
- LHAS 1.5-4/3 Urkunden Kloster Dobbertin. Regesten Nr. 185.
- LHAS 2.12-4/2 Lehnwesen Lehnakten I, Z, S. 501–509.
- LHAS 2.3-4 Ritterschaftliche Brandversicherungsgesellschaft, Amt Sternberg, Nr. 767 Zülow.
- LHAS 2.21-2/2 Lehnkammer Lehnakten II, Nr. 707, Zülow RA Sternberg 1801, 1840. 1844–1848.
- LHAS 3.2-3/1 Landeskloster/Klosteramt Dobbertin. Nr. 228, 232, 389, 390, 391.
- LHAS 5.12-4/2 Ministerium für Landwirtschaft, Domänen und Forsten. Nr. 3115 Gut Zülow 1928–1937.
- LHAS 5.12-6/2 Mecklenburgisches Ministerium für Justitz. (Lehngüter III) Nr. 960 Lehngut Zülow, Amt Sternberg 1862–1945.
- LHAS 9.1-1 Reichskammergericht (Prozeßakten) 1495–1806.

Landesamt für Kultur und Denkmalpflege (LAKD)
- Objektakten Baudenkmalpflege.
- Ortsakten Ur- und Frühgeschichte/Bodendenkmalpflege.

Landeskirchliches Archiv Schwerin (LKAS)
- LKAS, OKR Schwerin, Specialia Abt. 2. Nr. 016 Gägelow, Geistliche Hebungen der Pfarre und Küsterei zu Gägelow aus dem Gute Dinnis, sowie Holzendorf, Schlowe. Pastin, Zülow und Rothen 1840–1947.

Archiv des Kreises Güstrow
- Bodenreform in einzelnen Gemeinden, Nr. 772. Band 179, Zülow 1945–1950.

### Gedruckte Quellen
- Mecklenburgisches Urkundenbuch. (MUB)
- Mecklenburgische Jahrbücher. (MJB)
- Herzoglich-Mecklenburg-Schwrinscher Staatskalender.
- Staatshandbuch für Mecklenburg.